# 益田川
益田川（ますだがわ）は、島根県益田市を流れ日本海に注ぐ二級水系の本流。

## 地理
島根県益田市美都町都茂の春日山北嶺に源を発し北西に流れ、益田市中須町と同市久城町の境界（北緯34度42分14.2秒 東経131度50分12.5秒 / 北緯34.703944度 東経131.836806度）から日本海に注ぐ。
島根県益田市美都町山本地区より上流を、流域の名称から嵯峨谷川（さがたにがわ）または、葛篭川（つづらがわ）と呼ぶこともある。
1983年（昭和58年）7月には島根県西部を中心に発生した「昭和58年7月豪雨」により、益田川は氾濫し益田市の市街地、益田駅、益田市役所等の主要施設等が大きな被害を受けた。また、美都町も道路が寸断され陸の孤島となった。
この時の降水量は気象庁の益田観測所において、日降水量325mm、最大1時間降水量90mmを記録している。なお、これらの記録は機器故障による欠測までの値である。

## 主な支流
- 深折川
- 都茂川
- 多田川

## 利水施設
- 嵯峨谷ダム（島根県益田市美都町都茂）
- 益田川ダム（島根県益田市久々茂町）

## 橋梁
下流から
- 月見橋[1]
- 五福寺橋 - 島根県道333号久城インター線[2]
- 大元橋
- 吉田橋
- 益田新大橋 - 国道9号[3]
- 曙橋 - 島根県道310号益田吉田線[4]
- 雪舟橋
- 雪舟新橋 - 国道191号[5]
- 山陰本線橋梁
- 昭和橋
- 大橋 - 県道171号線[6]
- 新橋[7] - 萬福寺前に架かる。
- 堀川橋 - 島根県道54号益田澄川線
- 八坂橋 - 島根県道54号益田澄川線[8]
- 野坂橋 - 国道191号[9]
- 新田倉橋
- 田倉橋
- 札場橋
- 来ル原橋
- 千歳橋
- 久々茂橋
- 逢瀬橋
- （益田川ダム）
- 清地大橋
- 城趾橋
- 錦橋
- 蛍橋 - 県道309号線
- 万年田橋
- 仙道橋 - 国道191号線
- 田丸屋橋
- 下都茂橋
- 下都茂橋 - 国道191号線
- 境下橋 - 国道191号線
- 境上橋 - 国道191号線
- 山科橋 - 国道191号線
- 山科大橋 - 県道172号線
- 葛龍橋 - 県道172号線
- 矢対橋
- 馬瀬橋 - 県道172号線

## 並行する交通

### 道路
- 国道191号